# Autobusna linija br. 214 u Zagrebu
Linija 214 (Koledinečka – Trnava – Kozari bok) dnevna je autobusna linija u Zagrebu.
Prometuje svaki dan na trasi: Koledinečka (ul. Dubrava → Dankovečka ulica → Koledinečka ulica → Klin) – Čulinečka cesta – Ulica 2. gardijske brigade "Gromovi" – I. Čulinec – Čulinečka cesta – I. Resnički gaj – Trnava I. – Resnički put – okretište Trnava – Resnički put – Vukomerečka cesta – Ulica Siniše Glavaševića – Slavonska avenija – (smjer A: Ulica grada Gospića → servisno-industrijska cesta) – Kozari bok
Povezuje Čulinec, Trnavu i Vukomerec sa središtem Dubrave, kod kulturnog centra i tržnice, i Kozari bokom gdje se nalaze poslovne i industrijske zone.

## Vanjske poveznice
- Vozni red linije 214

1. ↑  Datoteke u GTFS formatu. zet.hr. Pristupljeno 5. lipnja 2025. - Sadrži informacije tijela javne vlasti u skladu s Otvorenom dozvolom